# La Sirène rouge
Pour les articles homonymes, voir La Sirène rouge (homonymie).
La Sirène rouge est un roman policier de l'écrivain français naturalisé canadien Maurice G. Dantec paru le 15 septembre 1993. En 1994, La Sirène rouge obtient le Trophées 813 du meilleur roman francophone. Ce roman a été adapté au cinéma dans le film La Sirène rouge d'Olivier Megaton en 2002.

## Résumé
Un commissariat au nord de l'Europe : Alice, une gamine de douze ans, vient porter plainte contre sa mère parce qu'elle « tue des gens ».
Même ville, Hugo Cornélius Toorop qui a participé au conflit yougoslave vit dans la clandestinité, sous des identités d'emprunt et s'évertue à rester discret. Il rencontre Alice, échappée des griffes de sa mère, psychopathe à la tête d'un immense trafic de snuff movie. Pourchassés par les tueurs à la solde de la mère meurtrière, Hugo et Alice traversent l'Europe dans l'espoir de retrouver le père de la gamine, censé être mort et qui pourtant a continué d'écrire à sa fille.
Une chasse sanglante menée par cette mère mante religieuse pour récupérer sa fillette, d'Amsterdam au Portugal, avec un mercenaire désabusé en guise de baby-sitter.

## Prix
- Trophées 813 Trophée du Meilleur roman francophone 1994[1].

## Éditions
- Paris, Gallimard, « Série noire » (no 2326), 15 septembre 1993, 478 p.  (ISBN 978-2070493852)
- Paris, Gallimard, « Folio policier » (no 1), 1998, 581 p.  (ISBN 2-07-040636-9) ; rééd. 2002, 591 p.  (ISBN 2-07-040636-9)
- Paris, Cercle polar, « Roman noir », 2001, 591 p.  (ISBN 2-7441-4966-7)
- Paris, Gallimard, « Série noire » (no 2326), 2002, 478 p.  (ISBN 2-07-042476-6) (nouvelle couverture)